# 검댕두나트
검댕두나트(Sminthopsis fuliginosus)는 주머니고양이목 주머니고양이과에 속하는 유대류의 일종이다. 오스트레일리아 웨스턴오스트레일리아주에서 발견되는 두나트이다. 덜 알려진 두나트의 일종으로 국제 자연 보전 연맹(IUCN)이 정보 부족종으로 분류했다. 이전에는 가는꼬리두나트(S. murina)의 아종으로 간주했다.